# Bo đỏ
Bo đỏ, bo rừng, trôm màu, hay còn gọi ngô đồng đỏ (danh pháp khoa học: Firmiana colorata) là một loài thực vật có hoa trong họ Cẩm quỳ. Loài này được William Roxburgh mô tả khoa học đầu tiên năm 1795 dưới danh pháp Sterculia colorata. Năm 1844 Robert Brown chuyển nó sang chi Firmiana thành danh pháp hiện nay công nhận.